# Edmond Récopé
Edmond Récopé  (Villers-Cotterêts, 5 février 1847 – Versailles, 6 octobre 1921) est un ingénieur de la Marine et l'un des membres fondateurs de l’Automobile Club de France.

## Biographie

### Famille

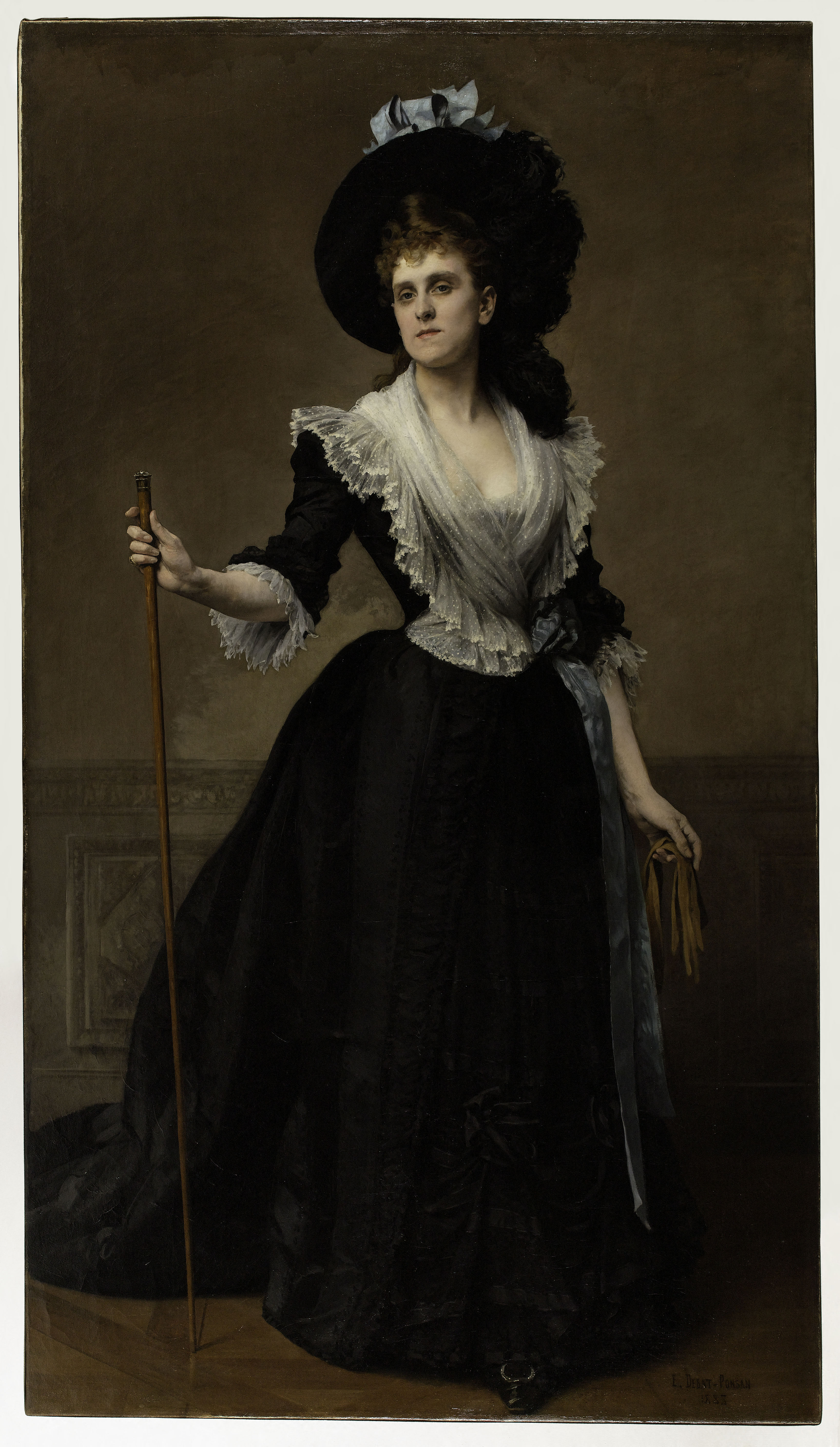
Portrait de la comtesse Edmond Récopé au Petit Palais.

Né le 5 février 1847 à (Villers-Cotterêts, il est le fils de Nicolas Charlemagne Récopé, garde général des forêts et d'Adèle Marie Joséphine Pascal. Il épouse le 11 mai 1879 à Marly-le-Roi Pauline Malher dont 3 enfants : André (1880-1935), Jean (1881-1939) et Denyse qui n'eurent pas de postérité.

### Formation
Élève de l’école Polytechnique (1867-1869) puis de l'école du génie maritime (1869-1872).

### Carrière
Affecté comme sous-ingénieur de 3e classe au port de Brest en 1872, il est sur le Jeanne d'Arc en 1873-1874 puis affecté au port de Lorient en 1874 et au port de Brest en 1875. En 1875, il est nommé sous-ingénieur de 2e classe puis est en Cochinchine sur le Fleurus et le Tilsitt de 1875 à 1877 puis est nommé directeur à l'arsenal de Saïgon. 
Affecté à Paris en septembre 1877 et à Brest en mars 1878, il est en congé sans solde d'un an en septembre 1878 et est démissionnaire en septembre 1879. 
En 1886, il est envoyé par la Société Générale en mission au Tonkin pour étudier l'avenir de la colonie.

### Autres activités
Il est membre du jury à l’ Exposition universelle de Paris de 1889 et en 1895 il est un des membres fondateurs de l’Automobile Club de France. Il y préside la commission des courses et organise la course Paris-Marseille.
Il est l’inventeur de la "Vedette Récopé", vedette lance-torpilles naviguant entre deux eaux.

### Décorations
- Chevalier (1880) puis officier (1887) de la Légion d’Honneur[2].
- Comte romain à titre personnel puis héréditaire par brefs du pape de 1890 et 1898 (titre éteint en 1939 avec son fils Jean Recopé)[6].